# Pile au mercure
 (novembre 2013).
Si vous disposez d'ouvrages ou d'articles de référence ou si vous connaissez des sites web de qualité traitant du thème abordé ici, merci de compléter l'article en donnant les références utiles à sa vérifiabilité et en les liant à la section « Notes et références ».

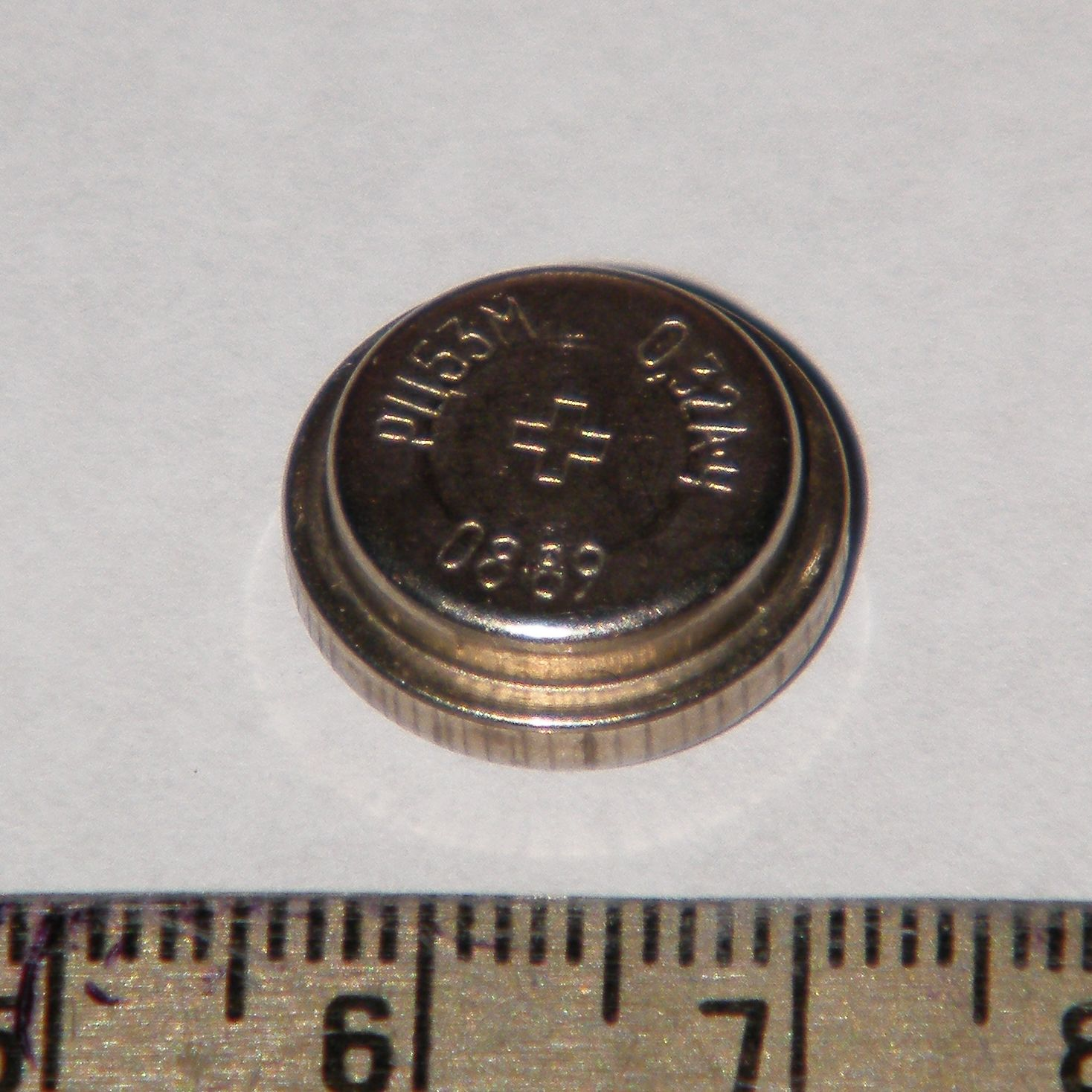
Pile au mercure

Une pile au mercure, est une pile possédant une cathode en oxyde de mercure(II) (HgO), ou oxyde mercurique (ion Hg2+).

## Description
Du côté de l'anode en zinc métallique (Zn), des électrons sont libérés par la réaction d'oxydation :
Zn + H2O ⇒ ZnO + 2 H+ + 2 e−
De l'autre côté (celui de la cathode), l'oxyde de mercure se réduit en mercure :
HgO + 2 H+ + 2 e− ⇒ Hg + H2O
Il y a donc, d'un côté, libération d'électrons et, de l'autre, consommation d'électrons. Les électrons circulent par le circuit électrique extérieur pour permettre la réaction d’oxydo-réduction.
Lorsqu'il n'y a plus de zinc d'un côté ou plus d'oxyde de mercure de l'autre, la pile est à plat et il faut la recycler.

## Caractéristiques électriques
Les piles au mercure utilisant une cathode à l'oxyde de mercure(II) ont une courbe de décharge très plate, maintenant une tension constante de 1,35 V (en circuit ouvert) jusqu'aux cinq derniers % de leur durée de vie, lorsque leur tension chute rapidement. La tension varie de moins de 1 % pendant plusieurs années à faible charge et sur une large plage de température, rendant les piles au mercure utiles comme tension de référence (en) dans certains instruments électroniques et les posemètres photographiques.
Les piles au mercure avec des cathodes faites d'un mélange d'oxyde mercurique et de dioxyde de manganèse ont une tension de sortie de 1,4 V et une courbe de décharge moins plate.

## Histoire
Le principe de la pile au mercure est établi à la fin du XIXe siècle. Il faut attendre les travaux de Samuel Ruben en 1942, qui, à travers sa société, fournit l'Armée américaine, avec les premiers modèles de pile opérationnels pour des postes radio-émetteur de type talkie-walkie ou des détecteurs de métaux, par exemple. Ces piles au mercure sont ensuite utilisées comme tension de référence en métrologie dans les années 1950, avant l'invention des diodes Zener (cf appareils de mesure Philips et sans doute bien d'autres).

## Recyclage
Étant donné les risques de pollution liés au mercure il faut absolument que ces piles soient recyclées dans un centre agréé. Du fait du risque de pollution les piles bouton utilisent de moins en moins de mercure.

## Importation interdite
Dans certains pays, l'importation des piles au mercure est interdite :
- En Europe depuis 1991 avec la Directive 2006/66/CE[5] ;
- Aux États-Unis depuis 1996[5] ;
- Au Canada en 1998[6]